# Diré (Kreis)

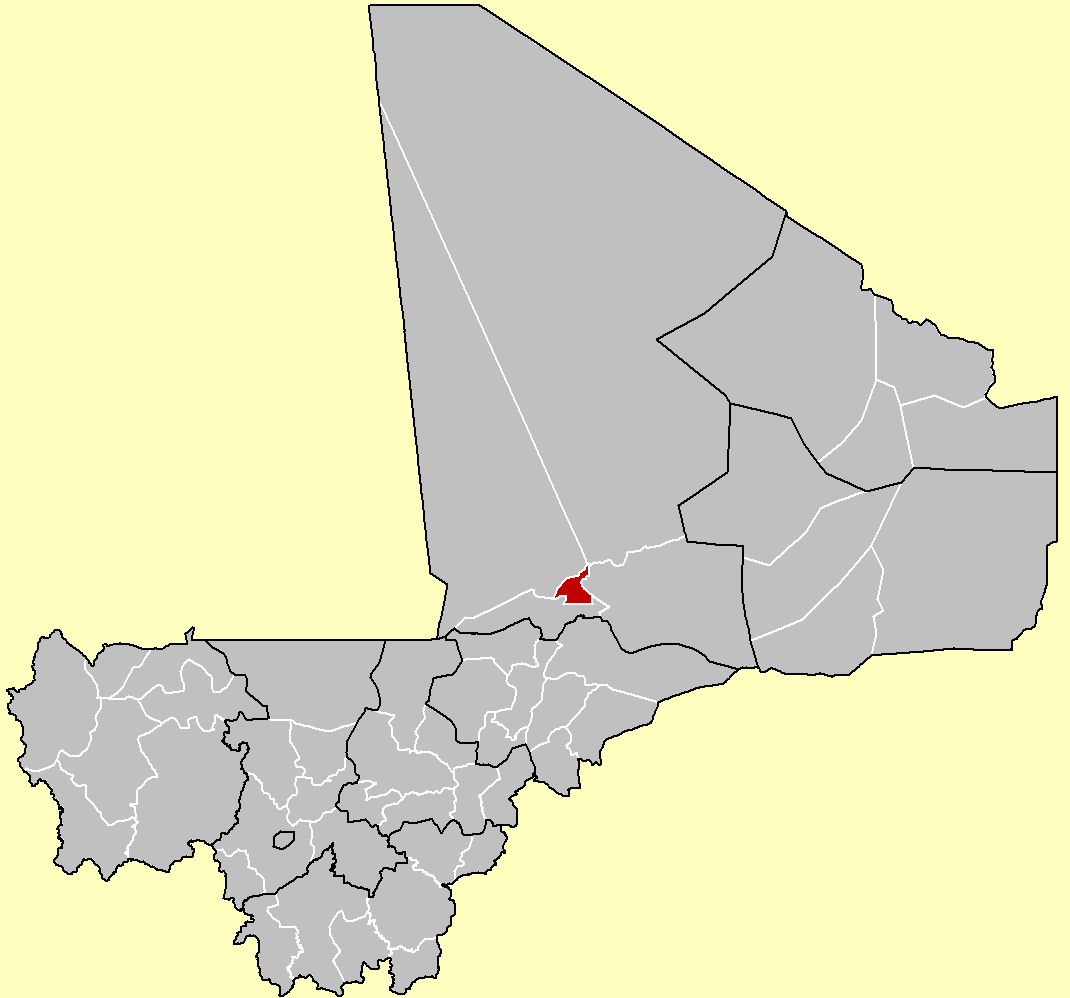
Kreis Diré

Diré ist der Name eines Kreises (franz. cercle de Diré) in der Region Timbuktu in Mali.
Der Kreis teilt sich in dreizehn Gemeinden, die Einwohnerzahl betrug beim Zensus 2009 111.324 Einwohner.
Gemeinden: Diré (Hauptort), Arham, Binga, Bourem Sidi Amar, Dangha, Garbakoira, Haibongo, Kirchamba, Kondi, Sareyamou, Tienkour, Tindirma, Tinguereguif.